# Kopaniny (Wolica)
Kopaniny – część wsi Wolica w Polsce położona w województwie świętokrzyskim, w powiecie jędrzejowskim, w gminie Jędrzejów.
W latach 1975–1998 Kopaniny należało administracyjnie do województwa kieleckiego.